# 博羅丹帕昆達
博羅丹帕昆達（英語：Boro Dampha Kunda）是西非國家甘比亞的城鎮，位於上河區武里縣。 根據2009年所做的人口調查數據顯示，居住於博羅丹帕昆達的總人口數量為353人。